# Miami (Oklahoma)
Pour les articles homonymes, voir Miami (homonymie).
La ville américaine de Miami est le siège du comté d’Ottawa, dans l’Oklahoma. Elle se situe sur l'historique Route 66. Lors du recensement de 2000, elle comptait 13 704 habitants.

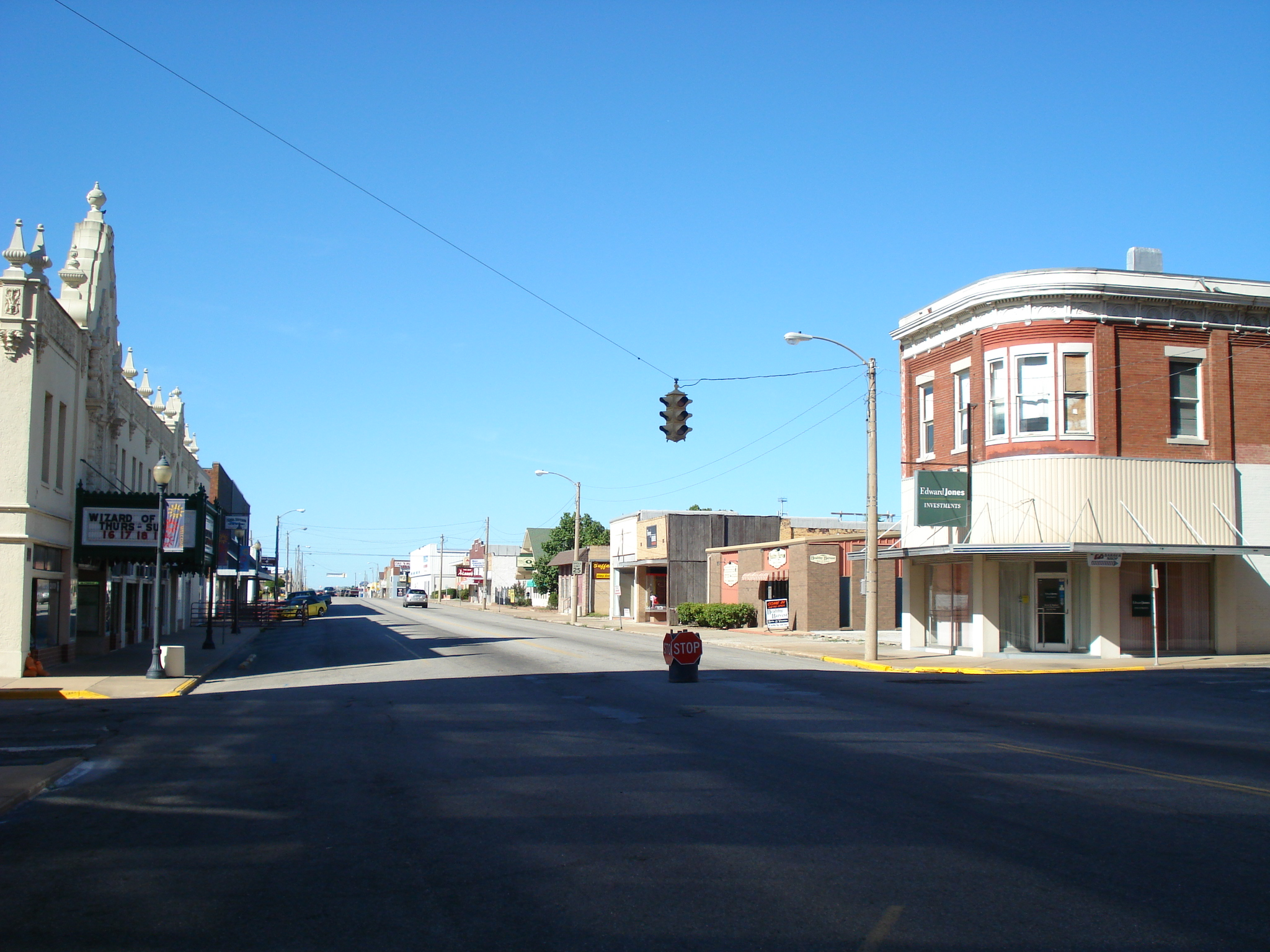
Rue du centre-ville. Une partie du Coleman Theatre est visible à gauche.

## Source
- (en) Cet article est partiellement ou en totalité issu de l’article de Wikipédia en anglais intitulé « Miami, Oklahoma » (voir la liste des auteurs).